# Rufino (agostiniano)
Rufino, amigo do teólogo agostiniano Próspero de Aquitânia, é conhecido pela troca de correspondências com seu amigo. Tendo ouvido falar que Próspero havia incorrido na heresia pelagiana, Rufino escreve-lhe querendo saber sua posição. "Próspero respondeu, expondo e defendendo o pensamento agostiniano e refutando as teses pelagianas" (Pollastri, 1234). Esta carta de Próspero a Rufino, Ad Rufinum de gratia et libero arbitrio, foi escrita por volta de 429.